# Transatlantica in solitario
La transatlantica in solitario, anche nota come OSTAR (the Original Star) è una regata dedicata ad imbarcazioni a vela con un equipaggio formato da una sola persona. La regata parte dalla città britannica di Plymouth e arriva a Newport, negli Stati Uniti, e si svolge ogni quattro anni.

## Storia
La regata è stata ideata nel 1959 dal colonnello Blondie Hasler ed organizzata dallo Royal Western Yacht Club (RWYC). Inizialmente era sponsorizzata dal quotidiano inglese The Observer da cui l'acronimo Observer Single-handed Trans-Atlantic Race. La prima regata si svolse nel 1960 con la partecipazione di cinque imbarcazioni. Nel 1980 e nel 1984 la regata cambia nome in 1/OSTAR. Dal 1988 in seguito al cambio dello sponsor, la regata prende il nome di CSTAR (1988), The Europe 1 STAR (1992 e 1996), The Europe 1 New Man STAR (2000). In seguito il Royal Western Yacht Club decide di dividere la regata in due eventi separati, un'edizione per professionisti nel 2004 chiamata The Transat con arrivo a Boston, evento che si svolgerà anche nel 2008 e una edizione classica nel 2005 chiamata Faraday Mill OSTAR in seguito al cambio dello sponsor. Dal 2009 la regata torna a chiamarsi OSTAR. Tutte le edizioni della regata sono partite da Plymouth, mentre l'arrivo nel 1960 è stato a New York, dal 1964 l'arrivo è stato spostato a Newport.

## La regata
La regata si svolge da Est a Ovest nel senso contrario ai venti e alle correnti predominanti del Nord atlantico, su una distanza di circa 3000 miglia nautiche (5600 km). La rotta effettiva è scelta dai singoli skipper.

## Edizioni

### OSTAR 1960
La partenza viene data l'11 giugno.
| Skipper            | Imbarcazione    | Classe    | Tempo                   |
| ------------------ | --------------- | --------- | ----------------------- |
| Francis Chichester | Gipsy Moth III  | Mono-40   | 40 giorni 12 ore 30 min |
| Blondie Hasler     | Jester          | Mono-26   | 48 giorni 12 ore 02 min |
| David Lewis        | Cardinal Vertue | Mono-25   | 55 giorni 00 ore 50 min |
| Val Howells        | EIRA            | Mono-25   | 62 giorni 05 ore 50 min |
| Jean Lacombe       | Cap Horn        | Mono-21.5 | 74 giorni               |

### OSTAR 1964
La partenza viene data il 23 maggio.
| Skipper            | Imbarcazione   | Classe  | Tempo                   |
| ------------------ | -------------- | ------- | ----------------------- |
| Éric Tabarly       | Pen Duick II   | Mono-44 | 27 giorni 03 ore 56 min |
| Francis Chichester | Gipsy Moth III | Mono-40 | 29 giorni 23 ore 57 min |
| Val Howells        | Akka           | Mono-35 | 32 giorni 18 ore 08 min |
| Alec Rose          | Lively Lady    | Mono-36 | 36 giorni 17 ore 30 min |
| Blondie Hasler     | Jester         | Mono-26 | 37 giorni 22 ore 05 min |
| Bill Howell        | Stardrift      | Mono-30 | 38 giorni 03 ore 23 min |
| David Lewis        | Rehu Moana     | Cat-40  | 38 giorni 12 ore 04 min |
| Mike Ellison       | Ilala          | Mono-36 | 46 giorni 06 ore 26 min |
| Jean Lacombe       | Golif          | Mono-22 | 46 giorni 07 ore 05 min |
| Bob Bunker         | Vanda Caelea   | Mono-25 | 49 giorni 18 ore 45 min |
| Mike Butterfield   | Misty Miller   | Cat-30  | 53 giorni 00 ore 05 min |
| Geoffrey Chaffey   | Ericht 2       | Mono-31 | 60 giorni 11 ore 15 min |
| Derek Kelsall      | Folatre        | Tri-35  | 61 giorni 14 ore 04 min |
| Axel Penderson     | Marco Polo     | Mono-28 | 63 giorni 13 ore 30 min |
| Robin McCurdy      | Tammie Norie   | Mono-40 | ritirato                |

### OSTAR 1968
La partenza viene data il 1º giugno.
Le prime sette imbarcazioni:
| Skipper            | Imbarcazione         | Classe   | Tempo                   |
| ------------------ | -------------------- | -------- | ----------------------- |
| Geoffrey Williams  | Sir Thomas Lipton    | Mono-57  | 25 giorni 20 ore 33 min |
| Bruce Dalling      | Voortrekker          | Mono-50  | 26 giorni 13 ore 42 min |
| Tom Follett        | Cheers               | Proa-40  | 27 giorni 00 ore 13 min |
| Leslie Williams    | Spirit of Cutty Sark | Mono-53  | 29 giorni 10 ore 17 min |
| Bill Howell        | Golden Cockerel      | Cat-42.5 | 31 giorni 16 ore 24 min |
| Brian Cooke        | Opus                 | Mono-32  | 34 giorni 08 ore 23 min |
| Martin Minter-Kemp | Gancia Girl          | Tri-42   | 34 giorni 13 ore 15 min |

Tra i partecipanti non classificati includevano Éric Tabarly sul Pen Duick IV e Alex Carozzo sul San Giorgio.

### OSTAR 1972
La partenza viene data il 17 giugno.
Le prime dieci imbarcazioni arrivate al traguardo:
| Skipper            | Imbarcazioni    | Classe    | Tempo                   |
| ------------------ | --------------- | --------- | ----------------------- |
| Alain Colas        | Pen Duick IV    | Tri-70    | 20 giorni 13 ore 15 min |
| Jean-Yves Terlain  | Vendredi Treize | Mono-128  | 21 giorni 05 ore 14 min |
| Jean-Marie Vidal   | Cap 33          | Tri-53    | 24 giorni 05 ore 40 min |
| Brian Cooke        | British Steel   | Mono-59   | 24 giorni 19 ore 28 min |
| Tom Follett        | Three Cheers    | Tri-46    | 27 giorni 11 ore 04 min |
| Gerard Pesty       | Architeuthis    | Tri-55    | 28 giorni 11 ore 55 min |
| Martin Minter-Kemp | Strongbow       | Mono-65   | 28 giorni 12 ore 46 min |
| Alain Gliksman     | Toucan          | Mono-34.5 | 28 giorni 12 ore 54 min |
| Franco Faggioni    | Sagittario      | Mono-50.5 | 28 giorni 23 ore 05 min |
| James Ferris       | Whisper         | Mono-53.5 | 29 giorni 11 ore 15 min |

### OSTAR 1976
La partenza viene data il 5 giugno.
Le prime dieci imbarcazioni arrivate al traguardo:
| Skipper             | Imbarcazione      | Classe      | Tempo                   |
| ------------------- | ----------------- | ----------- | ----------------------- |
| Éric Tabarly        | Pen Duick VI      | Mono-73(P)  | 23 giorni 20 ore 12 min |
| Mike Birch          | The Third Turtle  | Tri-32(J)   | 24 giorni 20 ore 39 min |
| Kazimierz Jaworski  | Spaniel           | Mono-38(J)  | 24 giorni 23 ore 40 min |
| Tom Grossman        | Cap 33            | Tri-53(P)   | 26 giorni 08 ore 15 min |
| Alain Colas         | Club Mediterranée | Mono-236(P) | 26 giorni 13 ore 36 min |
| Jean Claude Parisis | Petrouchka        | Mono-47(G)  | 27 giorni 00 ore 55 min |
| David Palmer        | FT                | Tri-35(J)   | 27 giorni 07 ore 45 min |
| Walter Greene       | Friends           | Tri-30(J)   | 27 giorni 10 ore 37 min |
| Jaques Timsit       | Arauna IV         | Mono-38(G)  | 27 giorni 15 ore 32 min |
| Alain Gabbay        | Objectif Sud 3    | Mono-38(J)  | 28 giorni 09 ore 58 min |
| Francis Stokes      | Moonshine         | Mono-40(G)  | 28 giorni 12 ore 46 min |

### 1/OSTAR 1980
La partenza viene data il 5 giugno.
Le prime dieci imbarcazioni arrivate al traguardo:
| Skipper              | Imbarcazione           | !Classe    | Tempo                   |
| -------------------- | ---------------------- | ---------- | ----------------------- |
| Philip Weld          | Moxie                  | Tri-51(P)  | 17 giorni 23 ore 12 min |
| Nick Keig            | Three Legs of Mann III | Tri-53(P)  | 18 giorni 06 ore 04 min |
| Philip Steggall      | Jeans Foster           | Tri-38(G)  | 18 giorni 06 ore 45 min |
| Mike Birch           | Olympus Photo          | Tri-46(P)  | 18 giorni 07 ore 15 min |
| Walter Greene        | Chaussettes Olympia    | Tri-35(G)  | 18 giorni 17 ore 29 min |
| Kazimierz Jaworski   | Spaniel II             | Mono-56(P) | 19 giorni 13 ore 25 min |
| Edoardo Austoni      | Chica Boba             | Mono-56(P) | 20 giorni 02 ore 30 min |
| Daniel Gilard        | Brittany Ferries I     | Mono-44(G) | 21 giorni 00 ore 09 min |
| Richard Konkolski    | Nike II                | Mono-44(G) | 21 giorni 06 ore 21 min |
| Tom Grossman         | Kriter VII             | Tri-56(P)  | 21 giorni 08 ore 01 min |
| Czesław Gogołkiewicz | Raczyński 2            | Mono-56(P) | ritirato - collisione   |

### 1/OSTAR 1984
La partenza viene data il 2 giugno.
Le prime dieci imbarcazioni arrivate al traguardo:
| Skipper          | Imbarcazione      | Classe     | Tempo                   |
| ---------------- | ----------------- | ---------- | ----------------------- |
| Yvon Fauconnier  | Umupro Jardin V   | Tri-53(I)  | 16 giorni 06 ore 25 min |
| Philippe Poupon  | Fleury Michon     | Tri-56(I)  | 16 giorni 12 ore 25 min |
| Marc Pajot       | Elf Aquitaine II  | Cat-59(I)  | 16 giorni 12 ore 48 min |
| Éric Tabarly     | Paul Ricard       | Tri-60(I)  | 16 giorni 14 ore 21 min |
| Peter Philips    | Travacrest Seaway | Tri-60(I)  | 16 giorni 17 ore 23 min |
| Daniel Gilard    | Nantes            | Tri-60(I)  | 16 giorni 17 ore 51 min |
| Olivier Moussy   | Region Centre     | Tri-45(II) | 16 giorni 19 ore 16 min |
| Bruno Peyron     | L'Aiglon          | Cat-60(I)  | 16 giorni 20 ore 21 min |
| Francois Boucher | Ker Cadelac       | Tri-50(I)  | 16 giorni 21 ore 48 min |
| Warren Luhrs     | Thursday's Child  | Mono-60(I) | 16 giorni 22 ore 27 min |

### CSTAR 1988
La partenza viene data il 5 giugno.
Le prime cinque imbarcazioni multiscafo arrivate al traguardo:
| Skipper         | Imbarcazione          | Classe    | Tempo                   |
| --------------- | --------------------- | --------- | ----------------------- |
| Philippe Poupon | Fleury Michon         | Tri-60(I) | 10 giorni 09 ore 15 min |
| Olivier Moussy  | Laiterie Mt St Michel | Tri-60(I) | 11 giorni 04 ore 17 min |
| Loïck Peyron    | Lada Poch II          | Tri-60(I) | 11 giorni 09 ore 02 min |
| Philip Steggall | Sebago                | Tri-60(I) | 11 giorni 09 ore 55 min |
| Bruno Peyron    | VSD                   | Cat-60(I) | 12 giorni 23 ore 20 min |

Le prime cinque imbarcazioni monoscafo arrivate al traguardo:
| Skipper           | Imbarcazione         | Classe       | Tempo                   |
| ----------------- | -------------------- | ------------ | ----------------------- |
| Jean Yves Terlain | UAP 1992             | Mono-60(I)   | 17 giorni 04 ore 05 min |
| John Martin       | Allied Bank          | Mono-60(I)   | 17 giorni 08 ore 18 min |
| Jose Ugarte       | Castrol Solo         | Mono-60(I)   | 17 giorni 21 ore 47 min |
| Titouan Lamazou   | Ecureuil d'Aquitaine | Mono-60(I)   | 18 giorni 07 ore 00 min |
| Courtney Hazelton | Mariko               | Mono-45(III) | 21 giorni 05 ore 44 min |

### Europe 1 STAR 1992
La partenza viene data il 7 giugno.
Le prime dieci imbarcazioni arrivate al traguardo:
| Skipper          | Imbarcazione         | Classe     | Tempo                   |
| ---------------- | -------------------- | ---------- | ----------------------- |
| Loïck Peyron     | Fujicolor            | Tri-60(1)  | 11 giorni 01 ore 35 min |
| Paul vatine      | Haute-Normandie      | Tri-60(1)  | 12 giorni 07 ore 49 min |
| Francis Joyon    | Banque Populaire     | Tri(1)     | 12 giorni 09 ore 14 min |
| Hervé Laurent    | Took Took            | Tri-60(1)  | 13 giorni 04 ore 01 min |
| Laurent Bourgnon | Primagaz             | Tri-60(1)  | 13 giorni 07 ore 40 min |
| Yves Parlier     | Cacolac d'Aquitaine  | Mono-60(1) | 14 giorni 16 ore 01 min |
| Etienne Giroire  | Up My Sleeve         | Tri-40(4)  | 16 giorni 06 ore 45 min |
| Mark Gatehouse   | Queen Anne's Battery | Mono-60(1) | 16 giorni 11 ore 30 min |
| Hervé Cléris     | C L M                | Tri-50(2)  | 16 giorni 12 ore 17 min |
| Pascal Hérold    | Dupon Duran          | Tri-50(2)  | 16 giorni 20 ore 16 min |

### Europe 1 STAR 1996
La partenza viene data il 7 giugno.
Le prime dieci imbarcazioni arrivate al traguardo:
| Skipper           | Imbarcazioni             | Classe     | Tempo                   |
| ----------------- | ------------------------ | ---------- | ----------------------- |
| Loïck Peyron      | Fujucolour II            | Tri-60(1)  | 10 giorni 10 ore 05 min |
| Paul Vatine       | Region Haute Normandie   | Tri-60(1)  | 10 giorni 13 ore 05 min |
| Mike Birch        | Biscuits la Trinitaine   | Tri-60(1)  | 14 giorni 12 ore 55 min |
| Gerry Roufs       | Groupe LG 2              | Mono-60(1) | 15 giorni 14 ore 50 min |
| Giovanni Soldini  | Telecom Italia           | Mono-50(2) | 15 giorni 18 ore 29 min |
| Josh Hall         | Gartmore Investments     | Mono-60(1) | 16 giorni 15 ore 56 min |
| Vittorio Malingri | Anicaflash               | Mono-60(1) | 16 giorni 19 ore 24 min |
| Hervé Laurent     | Groupe LG1               | Mono-60(1) | 17 giorni 00 ore 55 min |
| Eric Dumont       | Café Legal le Gout       | Mono-60(1) | 17 giorni 01 ore 11 min |
| Catherine Chabaud | Whirlpool-Vital-Europe 2 | Mono-60(1) | 17 giorni 06 ore 43 min |

### Europe 1 New Man STAR 2000
La partenza viene data il 4 giugno.
| Skipper            | Imbarcazione            | Tempo                            |
| ORMA 60 Multiscafo | ORMA 60 Multiscafo      | ORMA 60 Multiscafo               |
| ------------------ | ----------------------- | -------------------------------- |
| Francis Joyon      | Eure et Loir            | 9 giorni 23 ore 21 min           |
| Marc Guillemot     | Biscuits la Trinitaine  | 10 giorni 1 ore 59 min           |
| Franck Cammas      | Groupama                | 10 giorni 2 ore 40 min           |
| Alain Gautier      | Foncia                  | 10 giorni 8 ore 37 min           |
| Jean-Luc Nelias    | Belgacom                | 10 giorni 19 ore 35 min          |
| Yvan Bourgnon      | Bayer en France         | 16 giorni 6 ore 21 min           |
| Lalou Roucayrol    | Banque Populaire        | ritirato - perdita di uno scafo  |
| IMOCA 60 Monoscafo |                         |                                  |
| Ellen MacArthur    | Kingfisher              | 14 giorni 23 ore 1 min           |
| Roland Jourdain    | Sill Beurre le Gall     | 15 giorni 13 ore 38 min          |
| Mike Golding       | Team Group 4            | 15 giorni 14 ore 50 min          |
| Thierry Dubois     | Solidaires              | 15 giorni 15 ore 33 min          |
| Giovanni Soldini   | Fila                    | 16 giorni 4 ore 10 min           |
| Catherine Chabaud  | Whirlpool               | 16 giorni 10 ore 19 min          |
| Michel Desjoyeaux  | PRB                     | 16 giorni 15 ore 51 min          |
| Marc Thiercelin    | Active Wear             | 17 giorni 15 ore 44 min          |
| Dominique Wavre    | Union Bancaire Privee   | 17 giorni 17 ore 2 min           |
| Joe Seeten         | Nord Pas de Calais      | 18 giorni 2 ore 22 min           |
| Xavier Lecoeur     | GEB                     | 19 giorni 13 ore 3 min           |
| Didier Munduteguy  | DDP 60me Sud            | 21 giorni 7 ore 18 min           |
| Patrick Favre      | Adrenalines             | 31 giorni 5 ore 19 min           |
| Yves Parlier       | Aquitaine Innovations   | ritirato - disalberato           |
| Thomas Coville     | Sodebo Savourons la Vie | ritirato - disalberato           |
| Eric Dumont        | Services Euroka         | ritirato - disalberato           |
| Dirk Gunst         | Tomidi                  | ritirato - guasto all'autopilota |
| Richard Tolkien    | This Time               | ritirato - vele danneggiate      |
| Bruce Burgess      | Hawaiian Express        | ritirato per ragioni personali   |

### Faraday Mill OSTAR 2005
La partenza viene data il 29 maggio.
| Skipper                | Imbarcazionet       | Tempo                        |
| Trimarani              | Trimarani           | Trimarani                    |
| ---------------------- | ------------------- | ---------------------------- |
| Franco Manzoli         | Cotonella           | 17 giorni 21 ore 41 min      |
| Roger Langevin         | Branec IV           | 18 giorni 6 ore 7 min        |
| Pierre Antoine         | Spirit              | 18 giorni 8 ore 43 min       |
| Leon Bart              | Houd van Hout       | 25 giorni 16 ore 45 min      |
| Aurelia Ditton         | Shockwave           | 27 giorni 9 ore 19 min       |
| Anne Caseneuve         | Acanthe Ingénierie  | retired - injured knee       |
| Etienne Giroire        | Up My Sleeve        | retired                      |
| Ross Hobson            | Mollymawk           | retired - broken daggerboard |
| Monoscafi              |                     |                              |
| Steve White            | Olympian Challenger | 20 giorni 5 ore 24 min       |
| Yves Lepine            | Atlantix Express    | 21 giorni 4 ore 40 min       |
| Nico Budel             | Hayai               | 21 giorni 18 ore 17 min      |
| Philip Rubright        | Echo Zulu           | 23 giorni 22 ore 50 min      |
| Lionel Regnier         | Trois Mille Sabords | 25 giorni 23 ore 48 min      |
| Mervyn Wheatley        | Tamarind            | 26 giorni 2 ore 48 min       |
| Peter Keig             | Zeal                | 27 giorni 11 ore 31 min      |
| Stephen Gratton        | Amelie of Dart      | 30 giorni 4 ore 32 min       |
| Richard Hatton         | Chimp               | 30 giorni 18 ore 7 min       |
| Huib Swets             | Vijaya              | 32 giorni 5 ore 4 min        |
| Gerry Hughes           | Quest II            | 34 giorni 4 ore 15 min       |
| Paul Heiney            | Ayesha of St Mawes  | 35 giorni 14 ore 19 min      |
| Groot Cees             | Reality             | 41 giorni 16 ore 15 min      |
| Tony Waldeck           | Adrienne May        | ritirato                     |
| Michel Jaheny          | Chivas III          | ritirato                     |
| Patrice Carpentier     | VM Materiaux        | ritirato                     |
| Bart Boosman           | De Franschman       | ritirato                     |
| Hannah White           | Spirit of Canada    | ritirato                     |
| Peter Crowther         | Suomi Kudu          | ritirato                     |
| Michel Kleinjans       | Roaring Forty       | ritirato                     |
| Pieter Ardiaans        | Robosail            | ritirato                     |
| Ronny Nollet           | La Promesse         | ritirato                     |
| Pierre Chatelin        | Destination Calais  | ritirato                     |
| Bertus Buys            | Sea Beryl           | ritirato                     |
| Bram Van De Loosdrecht | Octavus             | ritirato                     |
| Jacques Dewez          | Blue Shadow         | ritirato                     |

### OSTAR 2009
La partenza viene data il 25 maggio.
| Skipper              | Imbarcazione                      | Tempo                   |
| -------------------- | --------------------------------- | ----------------------- |
| JanKees Lampe        | LA PROMESSE                       | 17 giorni 17 ore 40 min |
| Rob Craigie          | Jbellino                          | 19 giorni 00 ore 10 min |
| Roberto Westerman    | Spinning Wheel                    | 19 giorni 03 ore 14 min |
| Hannah White         | Pure Solo                         | 20 giorni 00 ore 22 min |
| Barry Hurley         | Dinah                             | 20 giorni 22 ore 35 min |
| Luca Zoccoli         | In Direzione Ostinata e Contraria | 20 giorni 22 ore 39 min |
| Jerry Freeman        | QII                               | 21 giorni 02 ore 49 min |
| Oscar Mead           | King of Shaves                    | 21 giorni 12 ore 24 min |
| Katie Miller         | BluQube                           | 21 days 18 ore 53 min   |
| Uwe Rottgering       | Fanfan!                           | 21 days 22 ore 42 min   |
| Marco Nannini        | British Beagle                    | 21 days 23 ore 44 min   |
| Huib Swets           | Vijaya                            | 22 giorni 03 ore 41 min |
| Dick Koopmans        | Jager                             | 22 giorni 04 ore 35 min |
| Bard Boosman         | De Franschman                     | 22 giorni 21 ore 04 min |
| Will Sayer           | Elmarleen                         | 23 giorni 01 ore 30 min |
| Pip Hildesley        | Cazenove Capital                  | 23 giorni 14 ore 05 min |
| Christian Chalandre  | Olbia                             | 24 giorni 09 ore 06 min |
| John Falla           | Banjaard                          | 24 giorni 20 ore 55 min |
| Michael Collins      | Flamingo Lady                     | 27 giorni 05 ore 31 min |
| Andrew Petty         | Jemima Nicholas                   | 28 giorni 15 ore 57 min |
| Peter Crowther       | Suomi Kudu                        | 29 giorni 02 ore 15 min |
| Peter Bourke         | Rubicon                           | 39 giorni 07 ore 56 min |
| Geoff Alcorn         | Wind of Lorne II                  | oltre il tempo limite   |
| Mervyn Wheatley      | Tamarind                          | ritirato                |
| Jacques Bouchacourt  | Okami                             | ritirato                |
| Rob Cumming          | Egotripp                          | ritirato                |
| Gianfranco Tortolani | Città di Salerno                  | ritirato                |
| Paul Brant           | Ninjod                            | ritirato                |
| Jonathan Snodgrass   | Lexia                             | ritirato                |
| Anne Caseneuve       | Crosières Anne Caseneuve          | ritirata                |
| Reini Gelder         | Light For The World               | ritirato                |

### OSTAR 2013
La partenza viene data il 28 maggio.

## Le regate professionistiche

### The Transat 2004
| Skipper               | Imbarcazione                   | Tempo                             |
| ORMA 60 Multiscafi    | ORMA 60 Multiscafi             | ORMA 60 Multiscafi                |
| --------------------- | ------------------------------ | --------------------------------- |
| Michel Desjoyeaux     | Geant                          | 8 giorni 8 ore 29 min             |
| Thomas Coville        | Sodebo                         | 8 giorni 10 ore 38 min            |
| Franck Cammas         | Groupama                       | 8 giorni 14 ore 16 min            |
| Alain Gautier         | Foncia                         | 9 giorni 7 ore 5 min              |
| Karine Fauconnier     | Sergio Tacchini                | 9 giorni 12 ore 36 min            |
| Lalou Roucayrol       | Banque Populaire               | 9 giorni 14 ore 5 min             |
| Giovanni Soldini      | TIM Progetto Italia            | 10 giorni 6 ore 26 min            |
| Philippe Monnet       | Sopra                          | 10 giorni 9 ore 28 min            |
| Fred Le Peutrec       | Gitana XI                      | 11 giorni 9 ore 20 min            |
| Steve Ravussin        | Banque Covefi                  | 12 giorni 4 ore 27 min            |
| Yves Parlier          | Mediatis Region Aquitaine      | 13 giorni 7 ore 11 min            |
| Marc Guillemot        | Gitana X                       | ritirato                          |
| IMOCA 60 Monoscafi    |                                |                                   |
| Mike Golding          | Ecover                         | 12 giorni 15 ore 18 min           |
| Dominique Wavre       | Temenos                        | 12 giorni 18 ore 22 min           |
| Mike Sanderson        | Pindar Alphagraphics           | 12 giorni 20 ore 54 min           |
| Nick Moloney          | Skandia                        | 13 giorni 9 ore 13 min            |
| Conrad Humphreys      | Hellomoto                      | 13 giorni 20 ore 24 min           |
| Marc Thiercelin       | Pro-Form                       | 14 giorni 1 ore 41 min            |
| Hervé Laurent         | UUDS                           | 14 giorni 3 ore 58 min            |
| Sebastien Josse       | VMI                            | 14 giorni 10 ore 2 min (corretto) |
| Karen Leibovici       | Atlantica-Charente Maritime    | 17 giorni 17 ore 12 min           |
| Norbert Sedlacek      | Austria One                    | 17 giorni 18 ore 35 min           |
| Charles Hedrich       | Objectif 3                     | 18 giorni 4 ore 12 min            |
| Anne Liardet          | Quicksilver                    | 19 giorni 14 ore 27 min           |
| Jean-Pierre Dick      | Virbac                         | ritirato                          |
| Vincent Riou          | PRB                            | disalberato                       |
| Bernard Stamm         | Cheminees Poujoulat Armour Lux | capovolta                         |
| ORMA 50 Multiscafi    |                                |                                   |
| Éric Bruneel          | Trilogic                       | 14 giorni 1 ore 23 min            |
| Rich Wilson           | Great American II              | 15 giorni 0 ore 19 min            |
| Dominique Demachy     | Gify                           | 15 giorni 13 ore 13 min           |
| Etienne Hochede       | PiR2                           | 19 giorni 13 ore 45 min           |
| Franck-Yves Escoffier | Crepes Whaou!                  | ritirato                          |
| Mike Birch            | Nootka                         | ritirato                          |
| IMOCA 50 Monoscafi    |                                |                                   |
| Kip Stone             | Artforms                       | 15 giorni 5 ore 20 min            |
| Joe Harris            | Wells Fargo                    | 16 giorni 14 ore 21 min           |
| Jacques Bouchacourt   | Okami                          | 17 giorni 23 ore 17 min           |
| Roger Langevin        | Branec III                     | fuori tempo massimo               |

### The Artemis Transat 2008
| Skipper            | Imbarcazione       | Tempo                   |
| IMOCA 60 Monoscafi | IMOCA 60 Monoscafi | IMOCA 60 Monoscafi      |
| ------------------ | ------------------ | ----------------------- |
| Loïck Peyron       | Gitana Eighty      | 12 giorni 8 ore 45 min  |
| Armel Le Cléac'h   | Brit Air           | 12 giorni 12 ore 28 min |
| Yann Eliès         | Generali           | 13 giorni 14 ore 30 min |
| Marc Guillemot     | Safran             | 14 giorni 21 ore 18 min |
| Samantha Davies    | Roxy               | 15 giorni 10 ore 00 min |
| Vincent Riou       | PRB                | ritirato                |
| Sébastien Josse    | BT                 | ritirato                |
| Michel Desjoyeaux  | Foncia             | ritirato                |
| Unai Basurko       | Pakea Bizkaia      | ritirato                |